# Forcipiger wanai
Forcipiger wanai is een straalvinnige vissensoort uit de familie van de koraalvlinders (Chaetodontidae). De wetenschappelijke naam van de soort werd in 2012 gepubliceerd door Allen, Erdmann & Jones Sbrocco.

## Beschrijving
Forcipiger wanai komt voor in de Geelvinkbaai, nabij Indonesië. De soort kan worden onderscheiden van de andere koraalvlinders door de bruingrijze kleur op de flanken. Zowel Forcipiger longirostris als Forcipiger flavissimus hebben een volledig gele zijkant, terwijl deze bij Forcipiger wanai is verkleurd.